# Heure normale d'Israël
Pour les articles homonymes, voir IST.
| Jaune clair | IST | UTC+2 |  | IDT | UTC+3 |

|  | UTC+02:00           | Heure normale d'Égypte |
|  | UTC+02:00 UTC+03:00 | Heure normale d'Europe de l'Est / Heure normale d'Israël / Heure normale de Palestine Heure d'été d'Europe de l'Est / Heure d'été d'Israël / Heure d'été de Palestine |
|  | UTC+03:00           | Heure normale d'Arabie / Heure normale de Turquie |
|  | UTC+03:30           | Heure normale d'Iran |
|  | UTC+04:00           | Heure normale du Golfe |

L'heure normale d'Israël (en hébreu : שעון ישראל, She'on Yisra'el ; en anglais : Israel Standard Time, IST), parfois aussi appelée heure standard d'Israël, est le fuseau horaire standard en Israël, en avance de deux heures par rapport au temps universel coordonné (UTC+2).

## Histoire
Au début du mandat britannique sur la Palestine, le fuseau horaire de la zone sous mandat (de nos jours, Israël et la Jordanie) a été défini sur le fuseau horaire du Caire (le même que celui d'Athènes), ce dernier étant décalé de deux heures par rapport au Temps moyen de Greenwich (GMT). L'heure standard d'Israël est entrée en vigueur avec la création de l'État d'Israël en 1948, ce qui donna à Israël la responsabilité de définir son propre fuseau horaire, et plus particulièrement la mise en place du passage à l'heure d'été.

## Décalage avec les autres pays
Le décalage par rapport au temps universel coordonné est le même que l'Eastern European Time (UTC+2), pendant la majeure partie de l'année.
Cependant, étant donné que la période d'heure d'été en Israël se termine plus tôt dans l'année que les autres pays pratiquant le changement d'heure, l'heure en Israël est identique au Central European Time pendant une durée comprise entre deux et sept semaines. De plus, du fait qu'Israël effectue le passage à l'heure d'été le vendredi plutôt que le dimanche comme le font la plupart des pays, le changement d'heure au printemps a lieu tantôt deux jours plus tôt tantôt cinq jours plus tard que le changement d'heure en Europe.
Israël partage le fuseau horaire UTC+2 avec tous ses pays limitrophes, notamment l'Égypte, le Liban et la Jordanie.

## Heure d'été
Israël pratique le passage à l'heure d'été, appelé heure d'été d'Israël (en hébreu : שעון קיץ she'on kayits, en anglais Israël Summer Time), abrégé en IDT pour Israël Daylight Time.
Selon la règle établie en 2005, le dernier vendredi avant le 2 avril, à 02:00 l'heure avance jusqu'à 03:00. Le dernier dimanche avant le dixième jour du mois de Tishri (qui équivaut au jour de la fête juive de Yom Kippour), à 02:00 l'heure recule jusqu'à 01:00.
Le passage à l'heure d'été s'effectue au plus tôt le 26 mars et au plus tard le 1er avril. Le retour à l'heure standard s'effectue au plus tôt le 8 septembre et au plus tard le 13 octobre. Le nombre total de jours varie entre 163 et 198, en moyenne 180 jours.
Avant que cette règle ne soit ordonnée, le ministre de l'intérieur avait la responsabilité de décider des dates de début et de fin de l'heure d'été. La longueur de cette période dépendait majoritairement des opinions politiques du ministre en place. Les ministres religieux optaient souvent pour un retour à l'heure standard plus tôt dans l'automne, expliquant que l'heure d'été met à rude épreuve les personnes pratiquant les rites musulmans en cette période de l'année[réf. nécessaire].